# Maurice Dobb
Maurice Herbert Dobb (ur. 24 lipca 1900, zm. 17 sierpnia 1976) – brytyjski ekonomista marksistowski, wieloletni wykładowca Uniwersytetu w Cambridge. 

## Prace w języku polskim
- Teoria ekonomii a socjalizm (1959)
- Szkice z teorii wzrostu i planowania (1963)
- Studia o rozwoju kapitalizmu (1964)
- Teorie wartości i podziału od Adama Smitha. Ideologia a teoria ekonomii (1976)